# 近代経済学
近代経済学（きんだいけいざいがく、英: Modern economics）は、1870年代の「限界革命」以降の経済学体系のうち、マルクス経済学以外の経済学（非マルクス経済学）の総称である。この呼称は日本独特のものである。ミクロ経済学とマクロ経済学に大別される。狭義には新古典派経済学、ニュー・ケインジアンの総称として使われることもある。

## 解説
日本においてマルクス経済学が主流であった時代に用いられるようになった。日本では、経済学は長く「近代経済学」と「マルクス経済学」に分かれ、歴史的にはマルクス経済学の影響が強いという側面があった。経済学部においても前者を研究教育する大学と後者を研究教育する大学の二つに分かれていた。対比の対象であったマルクス経済学の衰退後、この呼称を用いない傾向にある。
2012年現在では新古典派経済学、正統派経済学と呼ばれるようになっている。
呼称が広まった当時は『近代経済学=ケインズ経済学』であった。マルクス経済学が記述的に資本主義を分析することに重点を置いているのに対し、近代経済学においては多くの場合、数学的モデルを構築し、その分析に重点が置かれる。統計学、計量経済学を用いたモデルの妥当性の検証も後者では盛んに行われている。
また、マルクス経済学で資本主義という枠組みそのものの是非を問うことが多いが、近代経済学では資本主義を前提として価値判断には立ち入らないことが多い。